# Тарханов, Геннадий Николаевич
Геннадий Николаевич Тарханов (Тархнишвили) (8 сентября 1854 — ?) — российский и азербайджанский военачальник, генерал-лейтенант.

## Биография
Родился 8 сентября 1854 года. Православный.
В службу вступил юнкером рядового звания 6 сентября 1871 года в Николаевское инженерное училище и выпущен 7 августа 1874 года подпоручиком во 2-й сапёрный батальон. В его составе участвовал в Русско-турецкой войне 1877—1878 года. 13 июля 1877 года произведён в поручики.
Окончил Николаевскую инженерную академию по 1-му разряду. Производитель работ Тифлисской инженерной дистанции 13 л. 10 м. 26 д. 6 декабря 1895 года произведён в подполковники. С 26 августа 1897 года по 27 марта 1900 года — помощник начальника Тифлисской инженерной дистанции. С 27 марта 1900 года — состоит в числе штаб-офицеров положенных по штату в распоряжении Главного инженерного управления. 9 апреля 1900 года произведён в полковники.
С 16 февраля 1904 года — начальник Тифлисской инженерной дистанции. 24 июня 1910 года — назначен помощником начальника инженеров Кавказского военного округа. С 1910 года — генерал-майор. 22 октября 1912 года назначен начальником Управления по квартирному довольствию войск Кавказского военного округа. С 1916 года — генерал-лейтенант.
В 1919 — 1920 годах на службе в армии АДР. Занимал должность начальника Инженерного управления. Был членом Военного совета.
В вооружённых силах Азербайджанской Республики с 18 февраля 1919 года, служил в должности командира 1-й батареи Отдельного гаубичного дивизиона сын Геннадия Николаевича, подполковник (с 24 марта 1920 года полковник) Евгений Тарханов.